# Braemia
Braemia é um género botânico pertencente à família das orquídeas (Orchidaceae). O gênero Braemia foi proposto por Rudolph Jenny em Orchidee (Hamburg) 36: 36, em 1985. A espécie tipo é a Braemia vittata (Lindley) Jenny, originalmente descrita por John Lindley como Houlletia vittata. O nome do gênero é uma homenagem a Guido Braem, taxonomista belga.
É gênero monotípico cuja única espécie, epífita ou rupícola, de crescimento cespitoso, encontrava-se antes subordinada ao gênero Polycycnis. Estudos recentes de filogenia comprovam essa separação que pode-se reconhecer, dentre outras características, pela sua raque e labelo glabros, excetuado o pequeno calo pubescente na base do labelo. É espécie que ocorre por toda a floresta Amazônica.
Seus pseudobulbos são pequenos, ovóides, algo cônicos, sulcados, inicialmente recobertos por Baínhas, com uma folha grande, multinervada, herbácea, pseudopeciolada. A inflorescência, do mesmo comprimento das folhas, com flores espaçadas acima da metade, é racemosa, ereta, floribunda, com flores de tamanho médio.
As sépalas têm o mesmo comprimento, mas as laterais são falcadas e côncavas. pétalas do tamanho da sépala dorsal, obliqua, algo côncavas, estreitas e acuminadas. O labelo é carnoso, mais curto que as sépalas, ligulado, com hipoquílio longamente unguiculado com tubérculos pubescentes na base, e epiquílio romboidal. A coluna é delgada, muito arqueada, clavada, amarela com linhas vermelhas.